# Groton (Suffolk)
Pour les articles homonymes, voir Groton.
Groton est un village et une paroisse civile du district de Babergh, dans le Suffolk, en Angleterre, situé entre Hadleigh et Sudbury. En 2021, la paroisse comptait 299 habitants.